# Aberto de Brasília 2009
L'Aberto de Brasília 2009 è un torneo professionistico di tennis maschile giocato sul cemento, che faceva parte dell'ATP Challenger Tour 2009. Si è giocato a Brasilia in Brasile dal 10 al 16 agosto 2009.

## Partecipanti

### Teste di serie
| Nazionalità | Giocatore          | Ranking* | Testa di serie |
| ----------- | ------------------ | -------- | -------------- |
| Cile        | Nicolás Massú      | 90       | 1              |
| Brasile     | Thiago Alves       | 94       | 2              |
| Argentina   | Horacio Zeballos   | 97       | 3              |
| Argentina   | Juan Ignacio Chela | 159      | 4              |
| Argentina   | Eduardo Schwank    | 161      | 5              |
| Brasile     | Ricardo Hocevar    | 176      | 6              |
| Regno Unito | Joshua Goodall     | 189      | 7              |
| Ecuador     | Giovanni Lapentti  | 196      | 8              |

- Ranking al 3 agosto 2009.

### Altri partecipanti
Giocatori che hanno ricevuto una wild card:
- Juan Ignacio Chela
- José Pereira
- Eladio Ribeiro Neto
- Mariano Zabaleta

Giocatori passati dalle qualificazioni:
- Alexandre Bonatto (Lucky Loser)
- Rodrigo Guidolin
- Daniel King-Turner
- Fabrice Martin
- Iván Miranda

## Campioni

### Singolare
Ricardo Mello ha battuto in finale  Juan Ignacio Chela, 7–6(2), 6–4

### Doppio
Marcelo Demoliner /  Rodrigo Guidolin hanno battuto in finale  Ricardo Mello /  Caio Zampieri, 6–4, 6–2